# Metrica di Kerr
Nella relatività generale, la metrica di Kerr (o vuoto di Kerr) è una soluzione dell'equazione di Einstein che descrive la geometria dello spazio-tempo intorno a un corpo massivo rotante. Secondo questa metrica, tali corpi rotanti devono mostrare un effetto di trascinamento (frame dragging), un'insolita previsione della relatività generale. Le misurazioni di questo effetto di trascinamento fu il principale obiettivo dell'esperimento del Gravity Probe B. In parole povere, questo effetto prevede che gli oggetti approssimandosi a una massa rotante vengono a partecipare alla sua rotazione, non a causa di qualsivoglia forza o coppia applicata che vi si possa avvertire, ma piuttosto per la curvatura dello spazio-tempo associato ai corpi in rotazione. A distanze abbastanza ravvicinate, tutti gli oggetti — la luce stessa — devono ruotare insieme al corpo; la regione dove questo si realizza è chiamata ergosfera.
La metrica di Kerr è spesso usata per definire i buchi neri rotanti, che presentano fenomeni ancora più esotici. Questi buchi neri hanno superfici differenti dove la metrica sembra avere una singolarità; la dimensione e la forma di queste superfici dipendono dalla massa e dal momento angolare del buco nero. La superficie esterna racchiude l'ergosfera ed ha una forma simile ad una sfera appiattita. La superficie interna segna il "raggio di non ritorno" altrimenti detto "orizzonte degli eventi"; gli oggetti che passano attraverso questo raggio non possono mai più ritornare a comunicare con il mondo esterno. Tuttavia, nessuna superficie è una vera singolarità, poiché la sua apparente singolarità può essere eliminata in un sistema di coordinate diverso. Gli oggetti tra questi due orizzonti devono co-ruotare con il corpo rotante, come si è detto sopra; questo aspetto può essere utilizzato per estrarre energia da un buco nero rotante, fino alla sua energia di massa a riposo, Mc2. Anche i fenomeni più strani possono essere osservati nella regione più interna di questo spazio-tempo, come ad esempio alcune forme di viaggio nel tempo. Ad esempio, la metrica di Kerr permette una curva spaziotemporale chiusa di tipo tempo, in cui una banda di viaggiatori ritorna nello stesso luogo dopo essersi spostati per un determinato tempo secondo il loro orologio; tuttavia, tornano nello stesso luogo e tempo, come percepiti da una osservatore esterno.

## Soluzione esatta
La metrica di Kerr è una soluzione esatta delle equazioni di campo di Einstein della relatività generale; queste equazioni sono altamente non-lineari, il che rende molto difficili trovare soluzioni esatte. La metrica di Kerr è una generalizzazione della metrica di Schwarzschild, scoperta da Karl Schwarzschild nel 1916 e che descrive la geometria dello spazio-tempo intorno a un corpo senza carica, perfettamente sferico e non-rotante. La soluzione corrispondente per un corpo con carica, sferico, non-rotante, la metrica di Reissner-Nordström, venne scoperta poco dopo (1916-1918).  Ciò nonostante, l'esatta soluzione per un corpo senza carica e rotante, la metrica di Kerr, rimase irrisolta fino al 1963, quando venne scoperta da Roy Kerr. L'estensione naturale per un corpo carico e rotante, la metrica di Kerr-Newman, venne scoperta poco dopo, nel 1965. Questi quattro soluzioni correlate possono essere riassunte dalla seguente tabella:
|                      | Non-rotante (J = 0) | Rotante (J ≠ 0) |
| Senza carica (Q = 0) | Schwarzschild       | Kerr            |
| Con carica (Q ≠ 0)   | Reissner-Nordström  | Kerr-Newman     |

dove Q rappresenta la carica elettrica del corpo e J rappresenta il suo momento angolare di rotazione (spin).

## Forma matematica
La metrica di Kerr descrive la geometria dello spazio-tempo in prossimità di una massa M rotante con momento angolare J
{\displaystyle {\begin{aligned}c^{2}d\tau ^{2}&=\left(1-{\frac {r_{s}r}{\rho ^{2}}}\right)c^{2}dt^{2}-{\frac {\rho ^{2}}{\Delta }}dr^{2}-\rho ^{2}d\theta ^{2}-\\&{}\qquad \left(r^{2}+\alpha ^{2}+{\frac {r_{s}r\alpha ^{2}}{\rho ^{2}}}\sin ^{2}\theta \right)\sin ^{2}\theta \ d\phi ^{2}+{\frac {2r_{s}r\alpha \sin ^{2}\theta }{\rho ^{2}}}\,c\,dt\,d\phi \end{aligned}}}
dove le coordinate {\displaystyle r,\theta ,\phi } sono un sistema di coordinate sferiche standard, e rs è il raggio di Schwarzschild
{\displaystyle r_{s}={\frac {2GM}{c^{2}}}}
e dove le scale di lunghezza α, ρ e Δ sono state introdotte per brevità
{\displaystyle \alpha ={\frac {J}{Mc}}}
{\displaystyle \ \rho ^{2}=r^{2}+\alpha ^{2}\cos ^{2}\theta }
{\displaystyle \ \Delta =r^{2}-r_{s}r+\alpha ^{2}}
Nel limite non relativistico dove M (o, in modo equivalente, rs) va a zero, la metrica di Kerr diventa la metrica ortogonale per le coordinate sferoidali oblate
{\displaystyle c^{2}d\tau ^{2}=c^{2}dt^{2}-{\frac {\rho ^{2}}{r^{2}+\alpha ^{2}}}dr^{2}-\rho ^{2}d\theta ^{2}-\left(r^{2}+\alpha ^{2}\right)\sin ^{2}\theta d\phi ^{2}}
le quali sono equivalenti alle coordinate di Boyer-Lindquist
{\displaystyle {x}={\sqrt {r^{2}+\alpha ^{2}}}\sin \theta \cos \phi }
{\displaystyle {y}={\sqrt {r^{2}+\alpha ^{2}}}\sin \theta \sin \phi }
{\displaystyle {z}=r\cos \theta \quad }

## Operatore di gradiente
Dal momento che anche un controllo diretto sulla metrica di Kerr comporta calcoli complicati, le componenti della contravariante {\displaystyle g^{ik}} del tensore metrico sono mostrate sotto nell'espressione per il quadrato del quadrigradiente:
{\displaystyle g^{\mu \nu }{\frac {\partial }{\partial {x^{\mu }}}}{\frac {\partial }{\partial {x^{\nu }}}}={\frac {1}{c^{2}\Delta }}\left(r^{2}+\alpha ^{2}+{\frac {r_{s}r\alpha ^{2}}{\rho ^{2}}}\sin ^{2}\theta \right)\left({\frac {\partial }{\partial {t}}}\right)^{2}+{\frac {2r_{s}r\alpha }{c\rho ^{2}\Delta }}{\frac {\partial }{\partial {\phi }}}{\frac {\partial }{\partial {t}}}\,\,-}
{\displaystyle {\frac {1}{\Delta \sin ^{2}\theta }}\left(1-{\frac {r_{s}r}{\rho ^{2}}}\right)\left({\frac {\partial }{\partial {\phi }}}\right)^{2}-{\frac {\Delta }{\rho ^{2}}}\left({\frac {\partial }{\partial {r}}}\right)^{2}-{\frac {1}{\rho ^{2}}}\left({\frac {\partial }{\partial {\theta }}}\right)^{2}}

## Effetto di trascinamento (Frame dragging)
Possiamo riscrivere la metrica di Kerr nella seguente forma:
{\displaystyle c^{2}d\tau ^{2}=\left(g_{tt}-{\frac {g_{t\phi }^{2}}{g_{\phi \phi }}}\right)dt^{2}+g_{rr}dr^{2}+g_{\theta \theta }d\theta ^{2}+g_{\phi \phi }\left(d\phi +{\frac {g_{t\phi }}{g_{\phi \phi }}}dt\right)^{2}.}
Questa metrica è equivalente a un sistema di riferimento co-rotante, ruotante con velocità angolare Ω che dipende sia dal raggio r che dalla colatitudine θ, dove Ω viene chiamato orizzonte di Killing.
{\displaystyle \Omega =-{\frac {g_{t\phi }}{g_{\phi \phi }}}={\frac {r_{s}r\alpha c}{\rho ^{2}\left(r^{2}+\alpha ^{2}\right)+r_{s}r\alpha ^{2}\sin ^{2}\theta }}.}
Quindi, un sistema di riferimento inerziale viene trascinato dalla massa rotante centrale a partecipare alla rotazione di quest'ultimo; questo è il frame-dragging, che è attualmente in grado di essere verificato sperimentalmente.

Le due relative superfici fisiche in cui la metrica di Kerr sembra avere singolarità. La superficie interna è l'orizzonte degli eventi. La superficie esterna è visualizzata come uno sferoide oblato. L'ergosfera si trova tra queste due superfici; dentro questo volume, la componente puramente temporale g_{tt} è negativa, i.e., agisce come una componente metrica puramente spaziale. Di conseguenza, le particelle dentro questa ergosfera devono co-ruotare con la massa interna, se vogliono conservare il loro carattere di tipo tempo.

## Superfici importanti
La metrica di Kerr ha due superfici fisiche rilevanti sulle quali sembra essere singolare. La superficie interna corrisponde a un orizzonte degli eventi simile a quello osservato nella metrica di Schwarzschild; questo si verifica laddove la componente puramente radiale grr della metrica va all'infinito.  Risolvendo l'equazione quadratica 1/grr = 0 si ottiene la soluzione:
{\displaystyle r_{\mathit {interno}}={\frac {r_{s}+{\sqrt {r_{s}^{2}-4\alpha ^{2}}}}{2}}}
Un'altra singolarità si verifica dove la componente puramente temporale gtt della metrica muta il segno da positivo a negativo. Risolvendo di nuovo un'equazione quadratica gtt=0 si ottiene la soluzione:
{\displaystyle r_{\mathit {esterno}}={\frac {r_{s}+{\sqrt {r_{s}^{2}-4\alpha ^{2}\cos ^{2}\theta }}}{2}}}
A causa del termine cos2θ nella radice quadrata, questa superficie esterna rassomiglia a una sfera appiattita che tocca la superficie interna ai poli dell'asse di rotazione, dove la colatitudine θ è pari a 0 o π; lo spazio tra queste due superfici viene chiamato ergosfera. Ci sono due altre soluzioni per queste equazioni quadratiche ma si trovano dentro l'orizzonte degli eventi, dove non viene utilizzata la metrica di Kerr poiché essa ha proprietà non-fisiche (vedi sotto).
Una particella sperimenta un tempo proprio positivo lungo la sua linea di universo, il suo percorso attraverso lo spazio-tempo. Tuttavia, questo è impossibile dentro l'ergosfera, dove gtt è negativo, salvo che la particella stia co-ruotando insieme alla massa interna M con una velocità angolare almeno di Ω. Quindi, nessuna particella può ruotare di fronte alla massa centrale dentro l'ergosfera.
Come per l'orizzonte degli eventi nella metrica di Schwarzschild, le apparenti singolarità per rinterno e resterno sono un'illusione creata dalla scelta delle coordinate (i.e., sono singolarità di coordinate). Infatti, lo spazio-tempo può essere facilmente continuato attraverso di loro tramite una scelta appropriata di coordinate.

## Ergosfera e processo Penrose
Un buco nero in genere è circondato da una superficie, chiamata orizzonte degli eventi situata nel raggio di Schwarzschild (per un buco nero non-rotante), dove la velocità di fuga è uguale alla velocità della luce. Dentro questa superficie, nessun osservatore/particella può mantenersi a un raggio costante. È costretto/a a cadere all'interno, e perciò questo è chiamato limite statico.
Un buco nero rotante ha lo stesso limite statico per il raggio di Schwarzschild ma c'è una superficie aggiuntiva esterna al raggio di Schwarzschild denominata "ergosuperficie" data da {\displaystyle (r-GM)^{2}=G^{2}M^{2}-J^{2}\cos ^{2}\theta } con coordinate di Boyer-Lindquist, che può essere intuitivamente caratterizzata come la sfera dove "la velocità rotazionale dello spazio circostante" è trascinata insieme alla velocità della luce. Dentro questa sfera il trascinamento è maggiore della velocità della luce, e ogni osservatore/particella viene costretto a co-ruotare.
La regione esterna all'orizzonte degli eventi, ma interna alla sfera dove la velocità rotazionale è la velocità della luce, è detta ergosfera (dal greco ergon che significa lavoro). Le particelle che cadono dentro l'ergosfera sono costrette a ruotare più veloci e quindi guadagnando energia. Poiché si trovano ancora all'esterno dell'orizzonte degli eventi, esse possono sfuggire al buco nero. Il processo finale è che il buco nero rotante emette particelle energetiche a scapito della sua propria energia complessiva. La possibilità di estrarre energia di rotazione da un buco nero rotante fu proposta dal matematico Roger Penrose nel 1969 ed è perciò chiamata processo Penrose. In astrofisica, i buchi neri rotanti sono una fonte potenziale di grandi quantità di energia e sono utilizzati per spiegare i fenomeni energetici, come ad esempio le esplosioni di raggi gamma.

## Caratteristiche del vuoto di Kerr
Il vuoto di Kerr presenta molte caratteristiche notevoli: l'estensione analitica massimale comprende una sequenza di regioni esterne asintoticamente piane, ciascuna associata ad un'ergosfera, a superfici stazionarie di limite, all'orizzonte degli eventi, all'orizzonte di Cauchy, alle curve chiuse di tipo tempo e a una singolarità ad anello. L'equazione geodetica può essere risolta esattamente in forma chiusa. Oltre ai due campi vettoriali di Killing (che corrispondono alla traslazione temporale e alla assisimmetria), il vuoto di Kerr ammette un notevole tensore di Killing. C'è una coppia di congruenze nulle principali (una in entrata e una in uscita). Il tensore di Weyl è algebricamente speciale, infatti ha il tipo di Petrov D.  La struttura globale è nota.  Topologicamente, il tipo di omotopia dello spazio-tempo di Kerr può essere semplicemente caratterizzato come una linea con cerchi uniti ad ogni punto intero.
Da notare che il vuoto di Kerr è instabile rispetto alle perturbazioni nella regione interna. Questa instabilità significa che sebbene la metrica di Kerr sia assi-simmetrica, un buco nero creato attraverso il collasso gravitazionale può non essere così.  Questa instabilità implica anche che molte degli aspetti del vuoto di Kerr descritti sopra non sarebbero neanche presenti in tale buco nero.
Una superficie sulla cui luce può orbitare un buco nero è chiamata sfera fotonica. La soluzione di Kerr ha infinitamente molte sfere di fotoni, che si trovano tra una interna e una esterna. Nella soluzione non-rotante di Schwarzschild, con a=0, le sfere di fotoni interne ed esterne degenerano, in modo che tutte le sfere fotoniche si trovano ad avere lo stesso raggio. Più grande è la rotazione del buco nero, più distante l'una dall'altra si muovono le sfere fotoniche interne ed esterne. Un raggio di luce che viaggia in una direzione opposta alla rotazione del buco nero orbiterà in modo circolare il buco nella sfera fotonica esterna. Un raggio di luce che viaggia nella stessa direzione della rotazione del buco nero orbiterà circolarmente nella sfera fotonica interna. Le geodetiche orbitanti con qualche momento angolare perpendicolare all'asse di rotazione del buco nero orbiteranno su sfere fotoniche tra questi due estremi. Poiché lo spazio-tempo è in rotazione, queste orbite presentano una precessione, dato che c'è uno spostamento nella variabile {\displaystyle \phi } dopo aver completato un periodo nella variabile {\displaystyle \theta }.

## Soluzioni estreme di Kerr
La posizione dell'orizzonte degli eventi è determinata dalla radice maggiore di {\displaystyle \Delta =0}. Quando {\displaystyle M<\alpha (c^{2}/G)}, non ci sono soluzioni (valori reali) per questa equazione, e non c'è nessun orizzonte degli eventi. Senza un orizzonte degli eventi che lo nasconda al resto dell'universo, il buco nero cessa di essere un buco nero per diventare invece una singolarità nuda.

## Buchi neri di Kerr come wormhole
Sebbene la soluzione di Kerr sembra essere singolare alle radici di Δ = 0, queste sono a dire il vero singolarità di coordinate, e, con una scelta appropriata di nuove coordinate, la soluzione di Kerr può essere agevolmente estesa attraverso i valori di {\displaystyle r} corrispondenti a queste radici. La più grande di queste radici determina la posizione dell'orizzonte degli eventi, e la più piccola determina la posizione di un orizzonte di Cauchy.  Una curva (diretta al futuro, di tipo tempo) può iniziare all'esterno e passare attraverso l'orizzonte degli eventi. Dopo aver attraversato l'orizzonte degli eventi, la coordinata {\displaystyle r} adesso si comporta come una coordinata temporale, quindi deve diminuire fino a quando la curva passa per l'orizzonte di Cauchy.
La regione al di là dell'orizzonte di Cauchy ha diverse caratteristiche sorprendenti. La coordinata {\displaystyle r} si comporta nuovamente come una coordinata spaziale e può variare liberamente. La regione interna ha una simmetria di riflessione, in modo che una curva (diretta al futuro di tipo tempo) possa continuare lungo un percorso simmetrico, il quale continua attraverso un secondo orizzonte di Cauchy, attraverso un secondo orizzonte degli eventi, e esce in una nuova regione esterna che è isometrica alla regione esterna originaria della soluzione di Kerr. La curva può quindi fuggire all'infinito nella nuova regione o entrare nell'orizzonte degli eventi del futuro della nuova regione esterna e ripetere il processo. Questa seconda esterna è a volte considerata come un altro universo. D'altra parte, nella soluzione di Kerr, la singolarità per {\displaystyle r=0} è un anello, e la curva potrebbe passare attraverso il centro di questo anello. La regione che sta oltre permette curve chiuse di tipo tempo. Dal momento che la traiettoria di osservatori e particelle nella relatività generale è descritta da curve di tipo tempo, è possibile per gli osservatori in questa regione ritornare al loro passato.
Mentre si prevede che la regione esterna della soluzione di Kerr sia stabile, e che tutti i buchi neri rotanti infine affronteranno una metrica di Kerr, la regione interna della soluzione sembra essere instabile, molto simile a una matita in equilibrio sulla sua punta (Penrose 1968).

## Relazione per altre soluzioni esatte
Il vuoto di Kerr è un esempio particolare di una soluzione di vuoto assialmente simmetrica stazionaria per l'equazione di campo di Einstein.  La famiglia di tutte le soluzioni di vuoto assialmente simmetriche stazionarie per l'equazione di campo di Einstein sono i vuoti di Ernst.
La soluzione di Kerr è anche correlata a varie soluzioni di non-vuoto che modellano buchi neri. Per esempio, l'elettrovuoto di Kerr-Newman modella un buco nero (rotante) dotato di una carica elettrica, mentre la polvere nulla di Kerr-Vaidya modella un buco (rotante) con radiazione elettromagnetica in caduta.
Il caso speciale {\displaystyle \alpha =0} della metrica di Kerr produce la metrica di Schwarzschild, che modella un buco nero non-rotante, statico e sfericamente simmetrico, nelle coordinate di Schwarzschild. (In questo caso, ogni momento di Geroch ma la massa tende a zero.)
L'interno del vuoto di Kerr, o meglio una sua porzione, è localmente isometrico per il vuoto CPW di Chandrasekhar/Ferrari, un esempio di modello di onda d'urto piana.  Ciò è particolarmente interessante, perché la struttura globale di questa soluzione CPW è abbastanza diversa da quella del vuoto di Kerr, e in linea di principio, uno sperimentatore potrebbe sperare di studiare la geometria (la porzione esterna dell') dell'interno di Kerr organizzando la collisione di due idonee onde gravitazionali piane.

## Momenti multipolari
Ogni vuoto di Ernst asintoticamente piatto può essere caratterizzato dando la sequenza infinita di momenti multipolari relativistici, dei quali i primi due possono essere interpretati come massa e momento angolare della sorgente di campo. Ci sono formulazioni alternative di momenti multipolari relativistici dovuti ad Hansen, Thorne e Geroch, che risultano essere concordi tra loro. I momenti multipolari relativistici del vuoto Kerr sono stati calcolati da Hansen; essi risultano essere
{\displaystyle M_{n}=M\,(i\,\alpha )^{n}}
Di conseguenza, il caso speciale del vuoto di Schwarzschild (α=0) dà la "sorgente puntiforme monopolare" della relatività generale.
Attenzione: Non confondere questi momenti multipolari relativistici con il momento multipolare di Weyl, derivanti dal trattamento di una certa funzione metrica (formalmente corrispondente al potenziale gravitazionale di Newton), che appare nel grafico di Weyl-Papapetrou per la famiglia di Ernst di tutte le soluzioni di vuoti assial-simmetrici stazionari utilizzando i momenti multipolari scalari euclidei standard. In un certo senso, i momenti di Weyl solo (indirettamente) caratterizzano la "distribuzione di massa" di una sorgente isolata, e risultano dipendenti solo dai momenti relativistici di ordine pari. Nel caso di soluzioni simmetriche in tutto il piano equatoriale, i momenti di Weyl di ordine dispari tendono a zero. Per le soluzioni del vuoto di Kerr, i primi momenti di Weyl sono dati da
{\displaystyle a_{0}=M,\;\;a_{1}=0,\;\;a_{2}=M\,\left({\frac {M^{2}}{3}}-\alpha ^{2}\right)}
In particolare, vediamo che il vuoto di Schwarzschild ha un momento di Weyl di secondo ordine diverso da zero, corrispondente al fatto che il "monopolo di Weyl" è la soluzione del vuoto di Chazy-Curzon, non la soluzione del vuoto di Schwarzschild, che nasce dal potenziale newtoniano di un certo rod sottile di densità uniforme di lunghezza finita.
Nella relatività generale del campo debole, è conveniente trattare le fonti isolate usando un altro tipo di multipolo, il quale generalizza i momenti di Weyl per i momenti multipolari di massa e i momenti multipolari del momento, che caratterizzano rispettivamente la distribuzione di massa e di quantità di moto della sorgente.  Queste sono quantità multi-indicizzate le cui parti idoneamente simmetrizzate (anti-simmetrizzate) possono essere correlate alle parti reali e immaginarie dei momenti relativistici per la teoria completa non-lineare in una maniera piuttosto complicata.
Perez e Moreschi hanno dato un nozione alternativa di "soluzioni di monopolo" ampliando la tetrade standard NP dei vuoti di Ernst in potenze di r (la coordinata radiale nel grafico di Weyl-Papapetrou). Secondo questa formulazione:
- La sorgente monopolare di massa isolata con momento angolare zero è la famiglia di vuoto di Schwarzschild (un parametro),
- La sorgente monopolare di massa isolata con momento angolare radiale è la famiglia del vuoto di Taub-NUT (due parametri; non abbastanza asintoticamente piani),
- La sorgente monopolare di massa isolata con momento angolare assiale è la famiglia del vuoto di Kerr (due parametri).

In questo senso, nella relatività generale, i vuoti di Kerr sono le soluzioni più semplici di vuoto piane asintoticamente assial-simmetriche stazionarie.

## Problemi aperti
Il vuoto di Kerr viene spesso usato come modello di un buco nero, ma se prendiamo la soluzione per valida soltanto all'esterno di qualche regione compatta (soggetta a certe restrizioni), in linea di massima dovremmo essere in grado di utilizzarla come una soluzione esterna per modellare il campo gravitazionale intorno a un oggetto massivo rotante oltre a un buco nero, come ad es. una stella di neutroni --- o la Terra. Questo funziona molto bene per il caso non-rotante, dove saremo capaci di confrontare l'esterno del vuoto di Schwarzschild a un interno di fluido di Schwarzschild, e in effetti a soluzioni più generali di fluido statico sfericamente simmetrico perfetto. Tuttavia, il problema di trovare un interno di fluido perfetto rotante che possa essere equiparato all'esterno di Kerr, o comunque a ogni soluzione esterna di vuoto asintoticamente piano, ha incontrato molta difficoltà. In particolare è ora noto che il fluido di Wahlquist, pensato come candidato per essere accoppiato a un esterno di Kerr, non ammette alcun tipo di corrispondenza. Attualmente sembra siano conosciute solo soluzioni approssimative che modellano lentamente le sfere rotanti di fluido (l'analogo relativistico delle palle sferoidali oblate con massa e momento angolare diversi da zero, ma momenti multipolari superiori tendenti a zero). Tuttavia, l'esterno del disco di Neugebauer/Meinel, una soluzione di polvere esatta che modella un disco sottile rotante, si avvicina in un caso limite al vuoto di Kerr con a=M.

## Equazioni di traiettoria
Le equazioni della traiettoria e la dipendenza dal tempo per una particella nel campo di Kerr sono come segue.
Nell'equazione di Hamilton-Jacobi scriviamo l'azione S nella forma:
{\displaystyle \ S=-E_{0}t+L\phi +S_{r}(r)+S_{\theta }(\theta )}
dove {\displaystyle E_{0}}, m, e L sono consecutivamente l'energia conservata, la massa a riposo e la componente del momento angolare (lungo l'asse di simmetria del campo) della particella, ed effettuano la separazione di variabili nell'equazione di Hamilton Jacobi come segue:
{\displaystyle \left({\frac {dS_{\theta }}{d\theta }}\right)^{2}+\left(aE_{0}\sin \theta -{\frac {L}{\sin \theta }}\right)^{2}+a^{2}m^{2}\cos ^{2}\theta =K}
{\displaystyle \Delta \left({\frac {dS_{r}}{dr}}\right)^{2}-{\frac {1}{\Delta }}\left[\left(r^{2}+a^{2}\right)E_{0}-aL\right]^{2}+m^{2}r^{2}=-K}
dove K è una nuova costante arbitraria. L'equazione della traiettoria e la dipendenza dal tempo delle coordinate lungo la traiettoria (equazione di moto) possono essere ricavate dunque facilmente e direttamente da queste equazioni:
{\displaystyle {\frac {\partial {S}}{\partial {E_{0}}}}=const}
{\displaystyle {\frac {\partial {S}}{\partial {L}}}=const}
{\displaystyle {\frac {\partial {S}}{\partial {K}}}=const}